# Феодосий (Поморцев)
Схиигумен Феодосий (в миру Александр Васильевич Поморцев; 1854 — 22 марта 1920, Оптина пустынь) — русский монах, схиигумен, исполнявший обязанности настоятеля Оптиной пустыни в 1910-х годах, настоятель скита при монастыре с 1912 по 1920 годы, старец.

## Биография
Родился в 1854 году в семье мещан. 21 ноября 1899 года принял монашеский постриг в Крестовой церкви при доме архиерея Олонецкой епархии с именем Феодосий. 24 ноября того же года был назначен казначеем при архиерее. В сане иеродиакона 24 августа 1900 года переведён в Оптину пустынь, где 27 октября 1902 года был рукоположён в сан иеромонаха.
В Оптиной пустыни нёс послушания духовника паломников и ризничего. 7 сентября 1904 года был награждён набедренником. Иеромонах Феодосий был духовным сыном и духовником преподобного Варсонофия Оптинского, и когда последний в июле 1910 года тяжело заболел, он постриг его в схиму. Восприемником преподобного Варсонофия стал другой старец, преподобный Нектарий.
10 июля 1912 года, после перевода преподобного Варсонофия Оптинского настоятелем в Богоявленский Старо-Голутвин монастырь, он был поставлен в настоятели скита при Оптиной пустыни. Во время болезни настоятеля Оптиной пустыни архимандрита Ксенофонта и после его смерти, до назначения нового настоятеля, иеромонах Феодосий исполнял обязанности настоятеля монастыря. В 1915 году он был возведен в сан игумена, после принял схиму. Обладал даром рассуждения. Заботился о духовном состоянии молодёжи, приходившей паломниками в монастырь, особенно о принадлежавших к интеллигенции.
Скончался 22 марта 1920 года и был похоронен рядом с южными вратами собора Введения во храм Пресвятой Богородицы, главного храма Оптиной пустыни.